# Panada (Indonésie)
 (signalé en mai 2025).
Si vous disposez d'ouvrages ou d'articles de référence ou si vous connaissez des sites web de qualité traitant du thème abordé ici, merci de compléter l'article en donnant les références utiles à sa vérifiabilité et en les liant à la section « Notes et références ».
- Archive Wikiwix
- Bing
- Cairn
- DuckDuckGo
- E. Universalis
- Gallica
- Google
- G. Books
- G. News
- G. Scholar
- Persée
- Qwant
- (zh) Baidu
- (ru) Yandex
- (wd) trouver des œuvres sur Wikidata

Pour les articles homonymes, voir Panada.

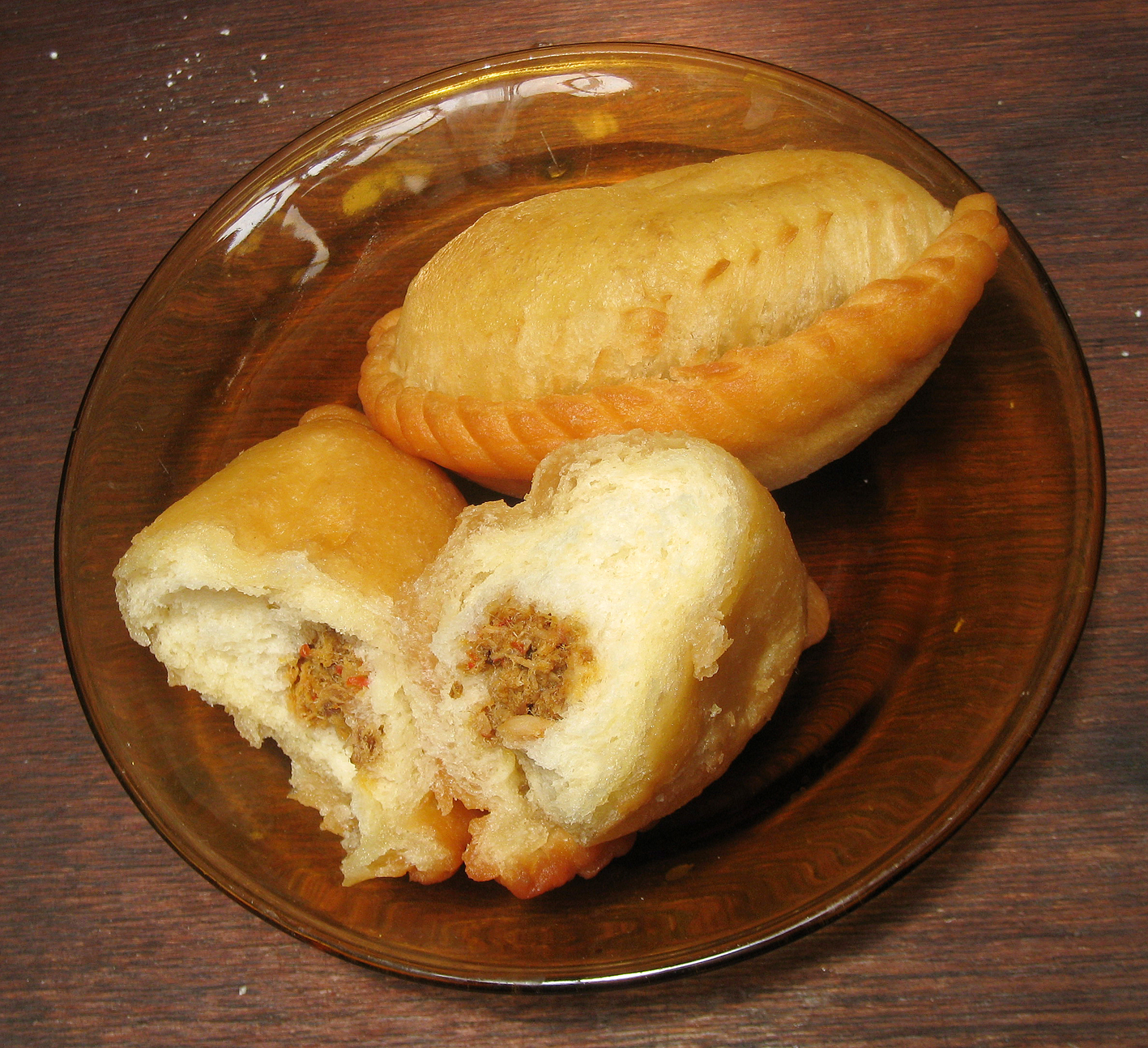
Panada indonésien.

Dans la cuisine indonésienne, la panada est un chausson frit, fourré de thon épicé, ou de bonite à ventre rayé. Il est en fait dérivé de l'empanada espagnole et du pastel portugais. Elle est la spécialité de la ville de Manado, du peuple minahasa, Sulawesi du Nord, en Indonésie. Le nom vient de l'espagnol pan, « pain ».